# Lukla
Lukla é uma cidade no nordeste do Nepal situada a 2860 metros de altitude. É um lugar muito popular entre os montanhistas por ser o único acesso para quem quer visitar esta parte da Cordilheira do Himalaia. Nesta região estão as montanhas mais altas do planeta, incluindo o monte Everest.
A sua única rua está repleta de pensões e lojas que vendem mantimentos e equipamentos para trekking e também equipamentos especializados para montanhismo. Também existe uma pequena farmácia onde é possível adquirir Diamox (Acetazolamida). Em Lukla tem início a trilha que leva a Namche Bazaar, dentro do Parque Nacional de Sagarmatha.
Por Nanche Bazaar estar situada a 3440 metros de altura, a caminhada é feita normalmente em dois dias, para melhor aclimatizar-se ao efeito da altitude.

Lukla possui um pequeno aeroporto que liga esta região a Catmandu, a capital do país.

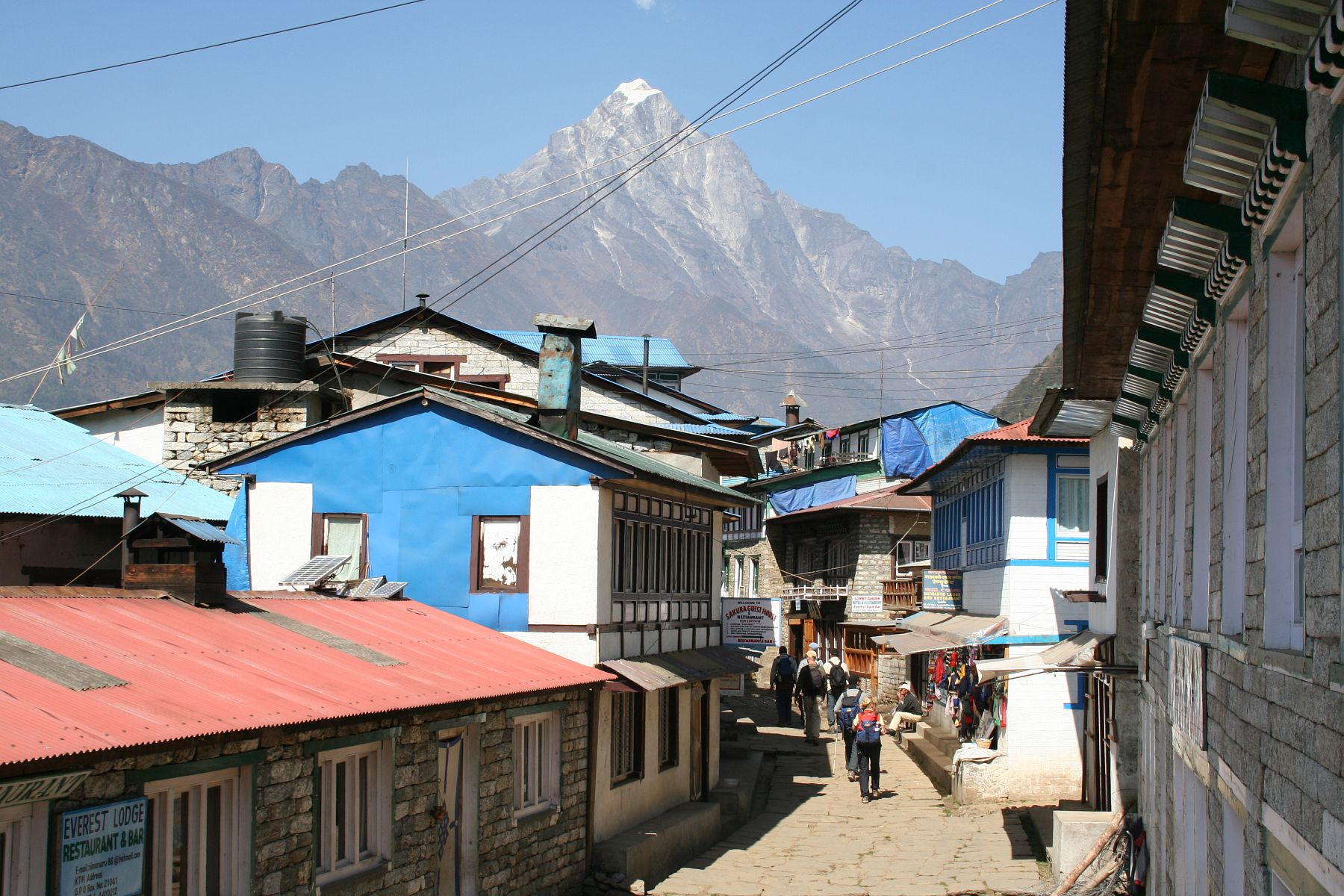
Principal rua

## Aeroporto

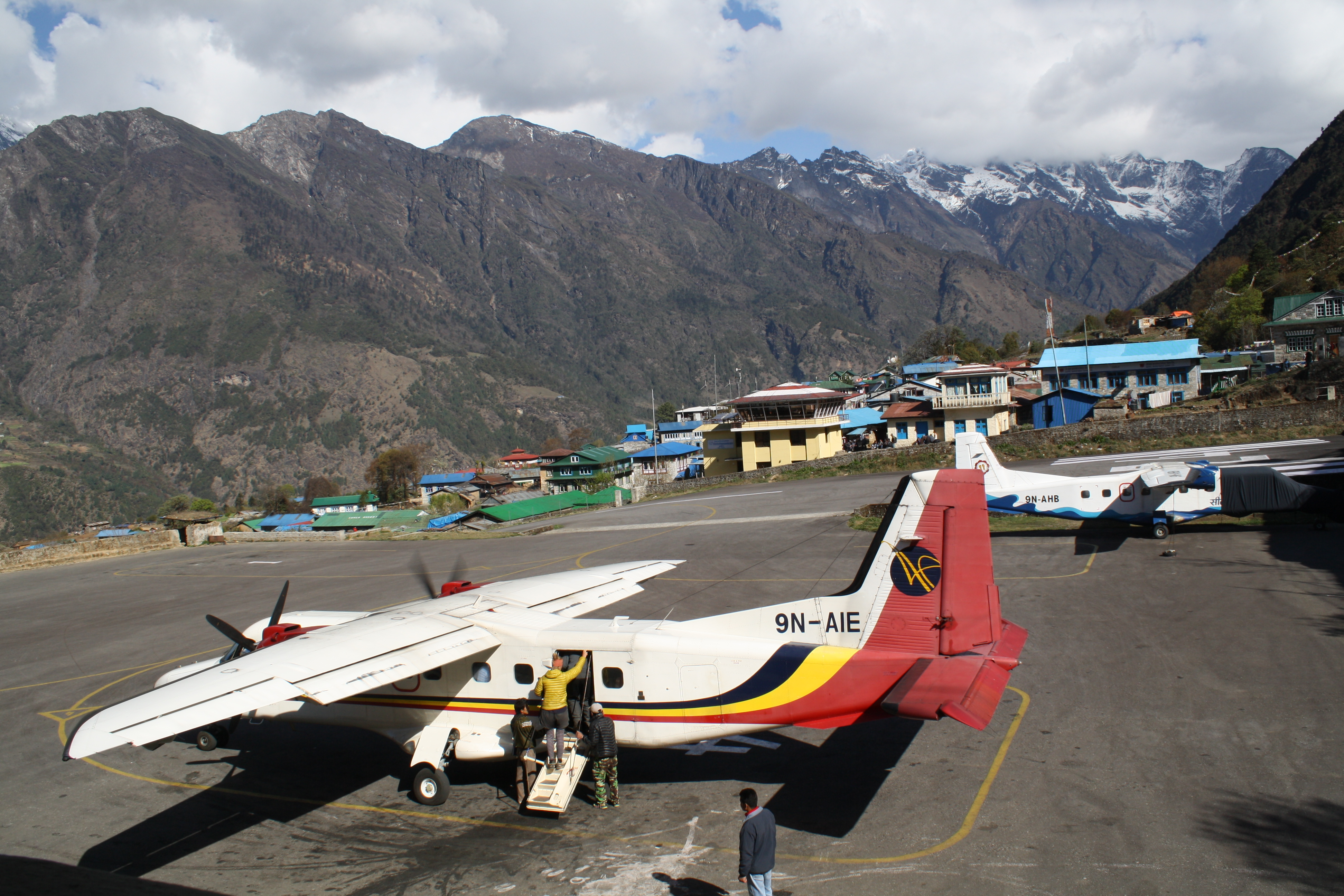
Aeroporto de Lukla

O aeroporto de Lukla é denominado Tenzing-Hillary, em homenagem as duas primeiras pessoas que escalaram o monte Everest em 1953, Tenzing Norgay e Edmund Hillary. O próprio Hillary participou da inauguração por ser ele um dos maiores incentivadores deste empreendimento. O aeroporto é servido pelos bimotores Dornier Do 228, DHC-6 Twin Otter e o LET L-410. O voo de Catmandu dura 30 minutos.
Durante a alta estação, nos meses de Abril, Maio, Setembro e Outubro, a frequência de voos é de quase 100 ao dia. Devido o aeroporto estar situado em uma encosta da montanha e por possuir uma pista curta e com inclinação de 12%, é considerado um dos mais perigosos do mundo e os diversos acidentes fatais nele tem contribuído para essa estatística.
Se a visibilidade for  insuficiente devido as nuvens ou nevoeiros, todos os voos são cancelados, o que provoca frequentes atrasos.
A única alternativa a partir de Catmandu para chegar a Lukla, sem utilizar o aeroporto, é usar o ônibus (em português brasileiro) /autocarro(português europeu) até Shivalaya, situada a 1767 metros de altitude, e depois subir pela trilha, fazendo um trekking de seis dias.

## Clima
Para quem vai fazer trekkings, a época ideal é a primavera (março e abril) e o outono (outubro e novembro), épocas em que a visibilidade das montanhas é ideal e a temperatura não é excessivamente fria. Durante a Primavera, florestas de Rododendro com flores vermelhas e grinaldas de magnólias de cor creme cobrem os lados da colinas que saindo de Lukla levam a Namche Bazaar. Durante o inverno, nos meses de Dezembro a Fevereiro, é possível fazer trekking, mas parte das acomodações encontram-se fechadas.